# آساطور سارگسیان
آساطور آقاسی سارگسیان (ارمنی: Ասատուր Աղայի Սարգսյան؛  زادهٔ ۱۸ ژانویهٔ ۱۹۰۵ - درگذشته ۳ اکتبر ۱۹۷۰) یک فیزیولوژیست و آسیب‌شناس اهل ارمنستان بود.

## زندگی‌نامه
در ۱۸ ژانویهٔ ۱۹۰۵ در کورنیدزور به دنیا آمد و از دانشگاه پزشکی دولتی ایروان (۱۹۳۱) فارغ‌التحصیل شد. وی در دانشگاه پزشکی دولتی ایروان فعالیت می‌کرد.  وی همچنین برنده دانشمند شایسته ارمنستان شوروی (۱۹۶۵) شده است. وی در ۳ اکتبر ۱۹۷۰ در سن ۶۵ سالگی در ایروان درگذشت.

## یادداشت
1. ↑  բժշկական գիտությունների դոկտոր